# Карл Ротенбург
Карл Ротенбург (нім. Karl Rothenburg; нар. 8 червня 1894, Фюрстенвальде, Бранденбург — пом. 28 червня 1941, поблизу Городок, БРСР) — німецький воєначальник часів Третього Рейху, генерал-майор Вермахту (посмертно, 1942). Кавалер Pour le Mérite (1917) та Лицарського хреста Залізного хреста (1940). Учасник Першої та Другої світових війн.

## Біографія
Військова кар'єра
- 1 квітня 1914 — волонтер
- 21 грудня 1914 — унтер-офіцер
- 8 листопада 1915 — лейтенант резерву

- 1 січня 1920 — лейтенант поліції
- 1 червня 1921 — обер-лейтенант поліції
- 1 вересня 1924 — гауптман поліції
- ? 1930 — майор поліції
- 1 грудня 1933 — оберст-лейтенант поліції

- 26 липня 1935 — майор
- 1 квітня 1938 — оберст-лейтенант
- 1 серпня 1940 — оберст
- 1 листопада 1942 — генерал-майор[1]

Карл Ротенбург народився 8 червня 1894 року у місті Фюрстенвальде в прусській провінції Бранденбург.
1 квітня 1914 року поступив на військову службу до 5-го гвардійського піхотного полку. З перших днів Великої війни на фронті, бився під Намюром на Західному фронті. Згодом його полк перекинули на Східний фронт, він брав участь у боях на Мазурських озерах та в Південній Польщі. 21 грудня 1914 року присвоєне звання унтерофіцер. До осені 1915 року активно змагався на Сході в Мазурії, переслідував російські війська в Литві, Курляндії. У жовтні 1915 року полк Ротенбурга передислокували на Західний фронт, тут йому 18 листопада 1915 року присвоєне звання лейтенант резерву.
К. Ротенбург брав участь у боях на річці Сомма, командуючи ротою, спочатку тимчасово виконуючи обов'язки, а згодом ставши штатним командиром. З березня 1918 року вів бої під час Весняного наступу, бився під Гузокуром і Верманом. 29 березня 1918 року дістав поранення шрапнеллю у праву руку й госпіталізований. 23 травня 1918 року за мужність та відвагу, проявлені в боях удостоєний ордену дому Гогенцоллернів з мечами.
За вміле керівництво ротою під час штурму укріплених рубежів противника та захоплення в полон групи солдатів ворога поблизу Рикебурського ліса, рішуче просування вперед з одночасним форсуванням річки Ма з ходу його відзначено вищою нагородою Німецької імперії — орденом Pour le Mérite.
20 грудня 1918 року по завершенні війни, Ротенбург звільнився з лав збройних сил.
Після відставки поступив на службу до поліції в Тюрингії, керував поліцейським відділком в Єні. У 1924 році став гауптманом поліції, а в 1930 — майором та начальником поліції Веймара. На початку 1934 року його призначено начальником поліції Зондерсгаузена.
26 липня 1935 року Карл Ротенбург повернувся до збройних сил у ранзі майора та 1 серпня 1936 очолив 2-й танковий батальйон 6-го танкового полку Вермахту. 1 квітня 1938 року присвоєне звання оберст-лейтенант. Командуючи батальйоном він узяв участь в аншлюсі Австрії та захопленні Судетів.
1 березня 1939 його призначено командиром 6-го танкового полку 3-ї танкової дивізії генерал-лейтенанта барона Лео фон Швепенбурга та 1 серпня 1940 року підвищено до оберста.
На чолі свого танкового полку бився в Польщі. 6-й полк у складі дивізії входив до ударного угруповання XIX-го моторизованого корпусу генерала танкових військ Гудеріана, що діяв на північному фланзі сил вторгнення. Розгромивши основні сили польських військ у так званому «Польському коридорі», німецьке танкове угруповання билося в центрі бойових порядків Вермахту. Бої в Польщі К.Ротенбург закінчив під Берестям. Після блискавичної перемоги на Східному фронті переведений на захід, де очолив 25-й танковий полк 7-ї танкової дивізії під проводом ще одного ветерана Першої світової та кавалера Pour le Mérite генерал-майора Е. Роммеля.
З травня 1940 року — 25-й полк вів активні бойові дії у Франції. В період підготовки німецького вторгнення в Нижні країни та до Франції, за планом операції під кодовою назвою «Гельб» (нім. Fall Gelb), 7-ма танкова дивізія Роммеля була включена до складу 15-го моторизованого корпусу генерала Г.Гота, який розташовувався в центрі ударного угруповання Вермахту. 25-й танковий полк Ротенбурга мав на озброєнні тільки 72 одиниці легких танків Panzer II, 37 танкеток Panzer I, 23 середніх танки Pz.Kpfw.IV Ausf.B. Командирським танком був трофейний чехословацький Panzer 38(t).
10 травня 1940 почалось вторгнення німецьких військ до країн Західної Європи, а вже 12 травня 7-ма танкова дивізія досягла Дінана, а 13 травня 7-ма танкова дивізія у важких боях біля річки Маас розгромила дві французькі дивізії (1-шу танкову та 4-ту піхотну) й розгорнула стрімкий наступ вглиб північної Франції. Ще при прориві «лінії Мажино» Роммель особисто пересів у головний танк оберста Ротенбурга, вирвався на оперативний простір і силами майже одного полку вщент розтрощив ці дві французькі дивізії, знищивши більше ніж 100 танків та 30 бронеавтомобілів противника.
15 травня 25-й танковий полк фактично досяг Вілле-Поль і продовжив своє просування на захід і до 20 травня вийшов до Арле. 21 травня танкові колони Роммеля досягли району Аррас, де його передові частини були атаковані двома англійськими танковими полками (до 70 танків). Після того, як англійські танки завдали важких втрат німецькій піхоті і підрозділам протитанкової артилерії, їх просування було зупинено за допомогою всього декількох 88-мм зенітних гармат Flak 18/36 розташованих позаду німецьких бойових порядків.
3 липня 1940 року командир полку оберст К. Ротенбург був нагороджений Лицарським хрестом Залізного хреста.
До лютого 1941 року 25-й полк Ротенбурга виконував окупаційні функції в районі Бордо, згодом перекинутий до Східної Пруссії, де готувався до вторгнення у Радянський Союз.
З ранку 22 червня 1941 року танковий полк був одним з перших, що вдерлися на територію СРСР. Він діяв на північному фланзі групи армій Центр та після перетину кордону, розвинув наступ в охоплення головних сил Західного фронту генерала Павлова Д. Г. 28 червня під час боїв у районі н.п. Городок у Червенському районі Білорусі оберст К. Ротенбург був важко поранений та помер за два дні. Похований вдома з військовими почестями. 1 листопада 1942 року йому посмертно присвоєне військове звання генерал-майор.

## Нагороди

### Перша світова війна
- Залізний хрест 2-го і 1-го класу
- Лицарський хрест королівського ордена дому Гогенцоллернів із мечами (23 травня 1918)
- Pour le Mérite (30 червня 1918)
- Нагрудний знак «За поранення» в сріблі

### Міжвоєнний період
- Почесний хрест ветерана війни з мечами
- Медаль «За вислугу років у поліції»
- Медаль «За вислугу років у Вермахті» 4-го, 3-го, 2-го і 1-го класів (25 років)

### Друга світова війна
- Застібка до Залізного хреста
  - 2-го класу (15 вересня 1939)
  - 1-го класу (9 жовтня 1939)
- Нагрудний знак «За танкову атаку» в сріблі
- Лицарський хрест Залізного хреста (3 червня 1940)
- Двічі відзначений у Вермахтберіхт (27 червня і 8 липня 1941)
- Сертифікат Пошани Головнокомандувача Сухопутних військ Вермахту (10 серпня 1941)